# Oscar De Breuck
Oscar De Breuck (Brugge, 7 juli 1855 – 17 mei 1921) was een Brugse architect.

## Levensloop
Oscar De Breuck werd op 7 juli 1855 in Brugge geboren. Hij volgde opleiding aan de Vrije Academie voor Schone Kunsten in zijn geboortestad. Hij studeerde er bouwkunst bij Louis Delacenserie en behaalde een eerste prijs in deze discipline. Vervolgens ging hij zich in Antwerpen verder vervolmaken aan de Koninklijke Academie, waar hij Jozef Schadde als docent had. Eminente leermeesters en een onmiskenbaar talent bestemden hem voor tot een mooie loopbaan. Zijn compromisloosheid en misschien ook zijn politieke kleur – als liberaal in het overwegend katholieke Brugge – zouden er evenwel voor gezorgd hebben dat hij uiteindelijk relatief weinig opdrachten kon uitvoeren.
Behalve als architect was hij ook als lesgever actief: van 1892 tot aan zijn overlijden in 1921 gaf hij les aan de (sinds 1883 ‘Stedelijk’ geworden) Academie voor Schone Kunsten van Brugge en aan de Stedelijke Nijverheidsschool. Hij doceerde er weliswaar geen architectuur, maar een aantal vakken die onder de noemer ‘kunsttoepassing’ vielen, zoals het boetseren van loofwerk en nijverheidstekenen. Na zijn overlijden werd hij als lesgever aan de Academie opgevolgd door de schilder en graficus Jules Fonteyne, terwijl zijn cursussen aan de Stedelijke Nijverheidsschool overgenomen werden door Jacques Boels jr. In 1883-1885 bekleedde De Breuck kortstondig de functie van provinciaal bouwmeester-opzichter, een nieuw ambt dat in de plaats gekomen was van de uit de Franse Tijd (1807) daterende architecte-voyer. Hoewel hij interesse had om dit ambt voort te zetten, werd de taak in 1885 aan Alfons Naert toevertrouwd.

## Realisaties

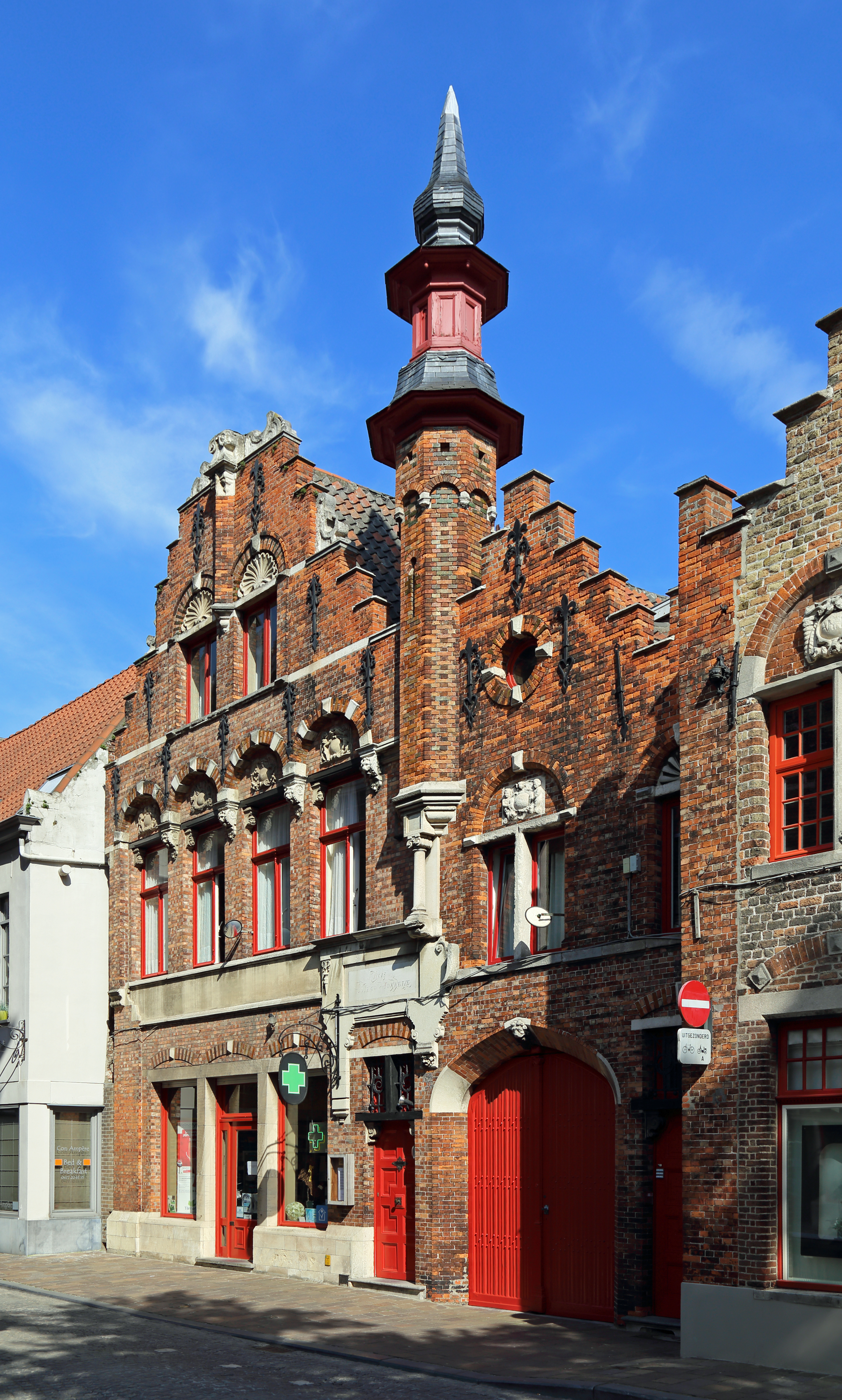
huis ’t Nieuw Torretje, Genthof 12 in Brugge

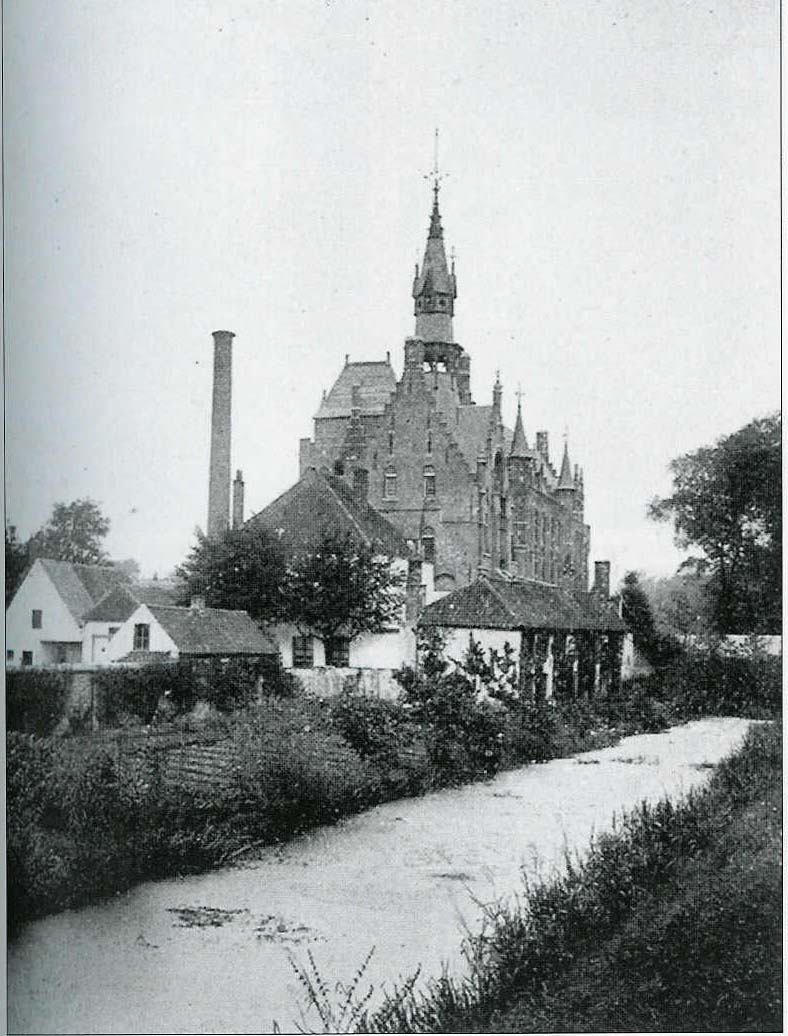
De Brasserie du Lac

De inventaris van De Breucks oeuvre als architect moet nog gemaakt worden. Het hierna volgende overzicht is dan ook onvolledig.
- Brugge, Genthof 12: woning en winkel ’t Nieuw Torretje, een eclectisch huis met neorenaissance- en barokinvloeden (1885).
- Koolkerke (Brugge): kasteel bij het Fort van Beieren (verbouwings- en uitbreidingswerken, 1897) – gesloopt in 1956.
- Brugge, Katelijnevest: Hongersnoodmolen, ook wel Molen Macqué of Brasserie du Lac genoemd (1900-1901). Dit is zijn meest spectaculaire realisatie in Brugge. Vertrekkend van een oude watermolen op het Bakkersreitje uit 1481, richtte hij een monumentaal bedrijfsgebouw op in zogenaamde Oud-Brugse stijl, met trapgevels, kantelen, pinakels en een sierlijke toren. Van 1903 tot kort na de Tweede Wereldoorlog was in het gebouw de brouwerij Le Lac gevestigd. Dit merkwaardige monument werd in 1972 met de grond gelijk gemaakt.
- Sint-Pieters (Brugge): spoorwegstation (1906-1909) – gesloopt in 1957.
- Sint-Andries (Brugge), Gistelsesteenweg 340: het kasteeltje Wentbridge (1912).
- Sint-Pieters (Brugge), Steenkaai: voormalige borstelfabriek Delhaize (1912).
- Brugge, Steenstraat: bioscoop, café en feestzaal Vieux Bruges (verbouwing en gedeeltelijke nieuwbouw, 1920-1921) - gesloopt in 1961-1962.
- Koekelare: Rijkswachtkazerne (1895). Thans brandweerkazerne. Beschermd monument sinds 5 maart 2012.
- Koekelare: dokterswoning 'Huis Proot' (1896). Thans gemeentelijk vergader- en tentoonstellingscentrum. Beschermd monument sinds 1 december 1995.
- Daarnaast had De Breuck ook twee door het Brugse stadsbestuur gesubsidieerde restauraties van historische panden (zogenaamde ‘kunstige herstellingen’) op zijn actief: het laatgotische pand Sint-Amandstraat 7 (1881-1882) en het 17e-eeuwse huis Casterman, Sint-Jacobsstraat 27 (1882).

## Niet uitgevoerde ontwerpen
Wellicht meer nog dan door zijn uitgevoerde plannen, zal Oscar De Breuck bij zijn tijdgenoten bekend geweest zijn vanwege de originele en soms wat extravagante projecten waarmee hij regelmatig op eigen initiatief uitpakte, maar die uiteindelijk nooit gerealiseerd werden. Dat soort projecten, waarop hij een patent leek te hebben, getuigden van een grote creativiteit en verbeeldingskracht. Dat ze nooit uitgevoerd werden, was aan verschillende redenen toe te schrijven: of hun originaliteit viel niet in de smaak, of er werd de voorkeur gegeven aan de plannen van meer gevestigde architecten, of er was gewoon geen behoefte aan.
- Ontwerp voor neogotische gebouwen aan de oostzijde van de Markt in Brugge, ter vervanging van het door brand vernielde neoclassicistische Provinciaal Hof (1878).
- Ontwerp voor de restauratie van de Ezelpoort in Brugge.
- Ontwerp voor de overkapping van de binnenplaats van de Hallen in Brugge, met het oog op de creatie van een polyvalente ruimte.
- Ontwerp van verbouwing van de gevels en daken van het Gerechtshof op de Burg in Brugge (voormalig Landhuis van het Brugse Vrije) in Second Empirestijl, met toevoeging van een rijkelijk geornamenteerd perron.
- Ontwerp voor een monument ter herdenking van de uitbreiding van de stad en de haven van Oostende (1888).
- Voorstel tot wederopbouw van het stadhuis van Blankenberge op de plaats van het oude historische stadhuisje in de Kerkstraat (1889).
- Ontwerp voor een hospitaal in Blankenberge (behaalde een zilveren medaille op de internationale tentoonstelling van Keulen van 1889).
- Ontwerp voor een nieuwe stadsschouwburg in Oostende (1889).
- Stedenbouwkundig project voor een nieuwe boulevard in Brugge, aan te leggen op het tracé van diverse te overwelven waterlopen (Speelmansrei, Augustijnenrei, Gouden Handrei), en voor de bouw van een tentoonstellingspaleis voor Handel en Industrie (1889).
- Ontwerp voor de aanleg van het plein voor het nieuwe spoorwegstation in Brugge (1905).